# Yolet
Yolet település Franciaországban, Cantal megyében. Lakosainak száma 595 fő (2022. január 1.). Yolet Giou-de-Mamou, Polminhac, Saint-Étienne-de-Carlat és Vézac községekkel határos.

## Népesség
A település népessége az elmúlt években az alábbi módon változott:
| Lakosok száma | 420  | 381  | 459  | 577  | 563  | 558  | 550  | 551  | 565  | 595  |
|               | 1968 | 1982 | 1990 | 2006 | 2013 | 2015 | 2017 | 2019 | 2020 | 2022 |